# NGC 2916
NGC 2916 (другие обозначения — UGC 5103, MCG 4-23-11, ZWG 122.21, IRAS09321+2155, PGC 27244) — спиральная галактика (Sb) в созвездии Льва. Открыта Уильямом Гершелем в 1784 году.
Галактика удалена на 56 мегапарсек, в полосе r её абсолютная звёздная величина составляет −21,17m, показатель цвета g−r ― 0,54m. Таким образом, эта галактика обладает относительно голубым диском и умеренной массой ― 1011 M⊙. Форма галактики немного искривлена, возможно, из-за взаимодействия с небольшим компаньоном, удалённым на 5 минут дуги, либо из-за недавнего слияния с небольшой галактикой. По характеристикам эмиссионных линий эта галактика ― промежуточная между сейфертовскими и галактиками типа LINER.
Этот объект входит в число перечисленных в оригинальной редакции «Нового общего каталога».
В галактике вспыхнула сверхновая SN 1998ar типа II, её пиковая видимая звездная величина составила 18,4.